# Просянка (притока Великого Бурлуку)
Просянка — річка в Україні у Куп'янському районі Харківської області. Ліва притока річки Великого Бурлуку (басейн Дону).

## Опис
Довжина річки приблизно 7,66 км, найкоротша відстань між витоком і гирлом — 7,03  км, коефіцієнт звивистості річки — 1,09 . Формується декількома струмками та загатами.

## Розташування
Бере початок на північно-східній околиці села Цибівки. Тече переважно на північний захід через село Просянку і на південній околиці села Нестерівки впадає у рчку Великий Бурлук, ліву притоку річки Сіверського Дінця.

## Притоки
Кулішів Яр - ліва притока, впадає у селі Просянка.

## Цікаві факти
- У XX столітті на річці існували птахо-тваринна ферма (ПТФ), газгольдер та декілька газових свердловин[2], а у XIX столітті — декілька вітряних млинів[1].